# Дева и дракон
«Дева и дракон» (англ. Damsel) — художественный фильм в жанре тёмного фэнтези режиссёра Хуана Карлоса Фреснадильо по сценарию Дэна Мазо. В главных ролях в фильме снялись Милли Бобби Браун, Рэй Уинстон, Ник Робинсон, Шохре Агдашлу, Анджела Бассетт и Робин Райт. Премьера фильма состоялась 8 марта 2024 года на Netflix.

## Сюжет
Молодая принцесса Элоди из бедного королевства соглашается выйти замуж за красивого принца Генри из королевства Аурэя, чтобы обеспечить свой народ через выкуп невесты. Сначала они с Генри не особо интересуются друг другом, но находят общий язык на почве мечт о путешествиях. Однако приёмная мать Элоди, леди Бейфорд, вскоре начинает испытывать подозрения к королеве Изабель и по-тихому пытается убедить дочь разорвать помолвку.
На следующий день, во время свадебной церемонии, королева исполняет странный ритуал смешения крови через порез на руке. Также она рассказывает, что несколько веков назад самый первый король Аурэи заключил договор с живущим поблизости драконом, согласившись отдать ему троих дочерей в обмен на то, что дракон не тронет королевство. После ритуала Генри ведёт Элоди к горе дракона и, после уговоров матери, бросает девушку в пещеру.
Придя в себя, Элоди осознаёт, что она и есть жертва для дракона (который оказался самкой). Оставшись без обуви, девушка с трудом убегает от чудовища, получив ожог на одной ноге. Убежав в безопасную часть пещеры, она обнаруживает вырезанную на стене карту пещеры и имена предыдущих жертв, а в воде находит светящихся червей, который собирает в мешок и использует в качестве лампы. Пока она засыпает, черви вылезают из мешка и исцеляют её ногу.
Продолжая путь, Элоди находит гнездо Драконихи, в котором лежат трое мёртвых дракончиков, только вылупившихся из яиц. Элоди осознаёт, что на самом деле произошло несколько веков назад: Первый Король напал на пещеру Дракона по своей инициативе (а не в ответ на что-то) и убил её детёнышей сразу после вылупления, после чего попытался бросить вызов самой Драконихе, но она одним выдохом сожгла весь его отряд. И тогда он заключил с ней тот самый договор на трёх своих дочерей вместо убитых дракончиков. Поэтому и исполнялся ритуал смешения крови: чтобы обмануть обоняние Драконихи.
Отец Элоди, узнав о происходящем, прибывает в пещеру с поисковым отрядом, хотя никто уже не верит, что девушка жива. Вскоре Дракониха обнаруживает отряд и всех убивает, включая лорда Бэйфорда, добровольно отдавшего жизнь ради дочери. Элоди ловко убегает из пещеры на лошади одного из убитых рыцарей и прячется под скалой. Дракониха начинает гневно летать вокруг горы и жечь её своим пламенем, пытаясь хоть как-то достать Элоди.
Королева Изабель, увидев это действо издали, осознаёт, что Элоди спаслась, и решает предъявить её сестру Флорию в качестве замены. Насильно порезав ей руку и смешав её кровь со своей, она подкидывает её Драконихе. Та в очередной раз попадается на обман, но решает пощадить девочку, чтобы выманить Элоди. Та тем временем пользуется отсутствием Драконихи и мастерит в пещере самодельную бомбу-ловушку. Отведя сестру в сторону, Элоди отважно бросается в бой с мечом против Драконихи, в итоге нанеся ей сильное ранение. Рассказав ей, кого аурэйцы ей скармливали на самом деле, Элоди лечит её водяными червями и предлагает объединить усилия.
Она врывается на третью церемонию, чем приводит всех в шок. Она велит азиатской принцессе незамедлительно убегать со своей семьёй, после чего призывает Дракониху и позволяет ей сжечь замок со всеми обитателями. Генри, который участвовал во всём этом против воли, добровольно принимает смерть, в то время как его мать в ужасе кричит, сгорая в огне. Довольная Элоди покидает горящий замок.
Вскоре Элоди, Флория и леди Бейфорд собирают запасы продуктов для своего народа и отплывают обратно домой, взяв с собой Дракониху в качестве телохранителя.

## В ролях
- Милли Бобби Браун — принцесса Элоди
- Ник Робинсон — принц Генри
- Анджела Бассетт — леди Бейфорд, приёмная мать Элоди
- Робин Райт — королева Изабель
- Рэй Уинстон — король
- Брук Картер — Флория, младшая сестра Элоди
- Шохре Агдашлу — дракон (озвучивание)

## Производство
О начале работы над фильмом стало известно в марте 2020 года, режиссёром был назначен Хуан Карлос Фреснадильо, продюсерами — Джо Рот и Джефф Киршенбаум, сценарий написал Дэн Мазо. В ноябре 2020 года Милли Бобби Браун получила роль принцессы Элоди, а также стала исполнительным продюсером фильма. Бюджет фильма оценивается в 60-70 миллионов долларов.
Съёмки фильма начались в феврале 2022 года и продолжались до 1 июля 2022 года в Португалии. В апреле 2022 года к актёрскому составу присоединилась Анджела Бассетт, Ник Робинсон, Робин Райт, Рэй Уинстоун, Брук Картер, Рики Гилларт и Шохрех Агдашлоо.

## Релиз
Премьера фильма состоялась 8 марта 2024 года на Netflix.